# Гомон (группа)
«Гомон» ― белорусская народническая петербургская группа в 1880-е годы.

## История создания
Группа возникла среди студентов ― уроженцев Белоруссии, выступавших с инициативой создания автономной белорусской фракции «Народной воли». Создатели:  Александр Марченко из Мстиславского уезда, Хаим Ратнер из Шклова. Им помогали М. И. Стацкевич, В. Б. Крупский, С. И. Нестюшко-Буйницкий и др.

## Деятельность группы «Гомон»
Группа теоретически обосновывала существование белорусской нации, в своей программе выдвигала требование социального и национального раскрепощения белорусского народа, которое связывало с победой народной революции в России, переходом власти Учредительному собранию и образованием национальных автономий.
Группа поддерживала связь с Северо-Западной организацией «Народной воли», созданной в Вильно (1882) по инициативе Исполкома «Народной воли» и объединяющей народнические кружки Виленской, Витебской, Гродненской, Ковенской и Минской губерний, а именно с её руководителями ― А. Лисовской, М. Чикаидзе, Е. Айзенбергом и И. Лампе. Есть свидетельства о связях группы «Гомон» с народовольцами М. П. Овчинниковым, М. Э. Янчевским, П. Ф. Якубовичем.
В 1884 году группа выпускала на русском языке нелегальный гектографичный журнал «Гомон» с подзаголовком «Белорусский социально-революционный обзор». Журнал призывал к борьбе с самодержавием в содружестве с российскими революционерами, печатали корреспонденцию с мест. «Мы — белорусы и должны бороться за местные интересы белорусского народа и федеративную автономию страны, — пишется в первом номере журнала. — Мы — революционеры, потому что, разделяя программу борьбы Народной воли, считаем необходимым принять участие в этой борьбе; мы — социалисты, ибо нашей главной целью является экономическое улучшение страны на основе научного социализма». Впервые была озвучена мысль о самостоятельности белорусской нации. Авторы журнала «Гомон» относили белорусов к разряду «плебейских наций» — наций, которые, подобно славянским народностям в Австрии и финнам в Финляндии, не имеют своей национальной элиты (интеллигенции). При этом, по мнению авторов, белорусы — это самобытный народ, у которого есть свои язык, культура, быт, предания, собственное историческое прошлое и территория, образующая единый экономический район. «Глухо, но настойчиво протестовал он против предательских попыток полонизировать или русифицировать его, и обе силой навязанные ему культуры проходили мимо, не привившись к нему. Свято хранит он основы своей жизни в ожидании появления своей интеллигенции, которая будет не ломать эти основы, а развивать и совершенствовать их…».
Польский исследователь профессор Рышард Радзик, ссылаясь на Витольда Йодко-Наркевича, предполагает, что редакторами «Гомона» были молодые поляки.
Однако, это не совсем так. Скорее всего, Х. Ратнером вписаны такие слова: «Беднейшая часть еврейства нигде так не сошлась с народом, как в Белоруссии: евреи не только усвоили здесь некоторые народные обычаи и предрассудки, но даже нередки случаи единодушной борьбы этой части с белорусами же против евреев же богачей и панов…»
Вышло два номера журнала. В марте 1884 году инициаторы журнала арестованы. Р. Радзик утверждает, что белорусские народники «не оставили за собой ни непосредственных преемников, ни значительных следов в сознании создателей белорускости предреволюционного периода двадцатого века». Но, скорее, дело в последующем замалчивании группы «Гомон». О ней вспоминают ненадолго в 1930-х гг. Ксёндз Адам Станкевич, белорусский общественный деятель в предвоенной Польше, писал: «Мужицкую правду» писали и издавали белорусы-католики с польской культурой, а среди белорусских народовольцев-гомоновцев уже появилась белорусская православная интеллигенция. Первые ещё оглядывались на Польшу и на Традиции Великого княжества Литовского, а другие связывали судьбу Беларуси с Россией и о традициях Великого княжества Литовского, если не считать Гриневицкого, совсем не помнили. Эти интеллигенты не называли себя литовцами (как это делал Калиновский и даже ещё Гриневицкий), а именно белорусами…".